# Laura Palmer (canção)
"Laura Palmer" é uma canção da banda britânica Bastille, incluída no álbum de estúdio Bad Blood. Foi gravada originalmente em 2011, e lançada para download digital no dia 3 de junho de 2013. O título desta é uma homenagem à personagem de David Lynch em Twin Peaks.

## Recepção
Lewis Corner, da Digital Spy, criticou positivamente a composição:
| “ | A letra está imersa em um show popular de inspiração — desde as batidas aos ecos de assombro. Em What a year and what a night/ What terrifying final sights/ Put out your beating heart, Smith clama os estadunidenses em seu tom vocal, após uma explosão [tão] incrível quanto a série [Twin Peaks]. O resultado final da canção não serve apenas como uma ode amigável para a série, mas reforça o culto de Bastille. | ” |

## Trilha sonora
Download digital
1. "Laura Palmer" – 3:06
2. "Thinkin Bout You" (com O.N.E.) – 3:05
3. "Laura Palmer" (RAC Mix) – 3:11
4. "Laura Palmer" (Imagine Dragons Remix) – 3:49
5. "Laura Palmer" (Kat Krazy Remix) – 3:32

Disco de vinil
1. "Laura Palmer"
2. "Thinkin Bout You" (com O.N.E.)

## Paradas
| Parada (2013)                                           | Pico de posição |
| ------------------------------------------------------- | --------------- |
| Austrália (ARIA)                                        | 26              |
| Bélgica (Ultratop 50 de Flandres)                       | 12              |
| Irlanda (IRMA)                                          | 29              |
| Polónia (Polish Airplay Top 100)                        | 8               |
| Escócia (Scottish Singles Chart)                        | 30              |
| UK Singles (Official Charts Company)                    | 42              |
| Estados Unidos (Billboard Hot Rock & Alternative Songs) | 29              |

| País   | Vendas | Certificação |
| ------ | ------ | ------------ |
| Itália | 15,000 | Ouro         |